# Số điện thoại ở Argentina
Ở Argentina, mã vùng dài hai, ba hoặc bốn chữ số (sau số không ban đầu). Số lượng khách hàng địa phương dài sáu đến tám con số. Tổng số chữ số là mười, ví dụ: số điện thoại (11) 1234-5678 cho Buenos Aires được tạo thành từ số mã vùng gồm 2 chữ số và số thuê bao 8 chữ số, trong khi (383) 123-4567 sẽ là một ví dụ về số Catamarca.

## Số điện thoại di động
Số điện thoại di động hoặc điện thoại di động ở Argentina được chỉ định theo vị trí địa lý của thuê bao, giống như số cố định, vì vậy chúng có thể có 6, 7 hoặc 8 chữ số. Một điều đặc biệt là, để thực hiện cuộc gọi đến điện thoại di động từ điện thoại cố định, trước tiên bạn phải quay số 15, tiền tố để trao đổi thông báo rằng cuộc gọi sẽ được chuyển sang điện thoại di động và chi phí của nó sẽ cao hơn đáng kể.
Do đó, để gọi điện thoại di động từ điện thoại cố định có cùng mã vùng, bạn phải quay số 15 + số điện thoại di động. Để gọi điện thoại di động có mã vùng khác với điện thoại cố định mà cuộc gọi được thực hiện, bạn phải quay số 0 + mã vùng + 15 + số điện thoại. Tiền tố 15 không cần thiết để gọi điện thoại di động từ người khác hoặc từ bên ngoài.
Ví dụ: số điện thoại di động 12-3456 của một thuê bao ở Villa Carlos Paz (tỉnh Córdoba, tiền tố 3541) có 6 chữ số, giống như điện thoại cố định ở địa phương đó. Để gọi nó, bạn sẽ phải quay số:
- 12-3456 (từ điện thoại di động ở cùng địa phương)
- 15 12-3456 (từ điện thoại cố định ở cùng địa phương)
- 0 3541 12-3456 (từ điện thoại di động ở một thành phố khác trong nước)
- 0 3541 15 12-3456 (từ điện thoại cố định ở một thành phố khác trong cả nước)
- +54 9 3541 12-3456 (từ nước ngoài, thay thế + bằng 00 hoặc tiền tố truy cập quốc tế tương ứng với nước xuất xứ của cuộc gọi)

## Số phi địa lý
Số phi địa lý thường có mười một chữ số. Số 0 là chữ số đầu tiên và 3 chữ số tiếp theo, tiền tố cho biết loại số. Định dạng thông thường của nó là 0ppp-nnn-nnnn.
Dưới đây là các loại số phi địa lý phổ biến nhất, mặc dù có thể có các loại khác:
- 0800: số truy cập miễn phí (trừ điện thoại di động).
- 0810: số được tính theo tỷ lệ cuộc gọi nội hạt
- 0822: số truy cập miễn phí (trừ điện thoại di động) cho thẻ điện thoại
- 0600: số lượng dịch vụ với mức giá khác biệt
- 0609: số trò chơi có tỷ lệ khác biệt
- 0610: truy cập internet quay số với chi phí cuộc gọi nội hạt hoặc thường ít hơn
- 0605: số tỷ lệ khác biệt cho quyên góp từ thiện

## Số dùng cho công chúng và/hoặc sử dụng xã hội
Định dạng của những con số này thường là 1xx. Họ có thể được truy cập từ bất kỳ điện thoại cố định, điện thoại di động hoặc công cộng.
Đây là danh sách những phổ biến nhất: 5
- 100: Lính cứu hỏa
- 101: Cảnh sát
- 102 điện thoại Trẻ em: 6
- 103: Dân phòng
- 106: Quận hải quân
- 107: Dịch vụ cấp cứu y tế công cộng
- 110: Thông tin danh bạ điện thoại
- 112: Dịch vụ khách hàng

Dịch vụ khách hàng thương mại của công ty điện thoại (từ điện thoại cố định hoặc công cộng)
Trường hợp khẩn cấp (từ điện thoại di động):
- 113: Thời gian chính thức 7
- 114: Sửa chữa đường dây điện thoại phục vụ 8
- 115: Kiểm tra đường dây
- 121: Thông tin tiêu thụ dòng (tùy thuộc vào tình trạng sẵn có của công ty)
- 125: Hỗ trợ cho người khiếm thính
- 130: Đơn vị dịch vụ điện thoại Ansés (Cơ quan an sinh xã hội quốc gia)
- 138: PAMI Nghe
- 139: Trường hợp khẩn cấp PAMI
- 144: Thỏa thuận khẩn cấp với phụ nữ
- 145: Khiếu nại về buôn bán người
- 147: Dịch vụ công dân (chỉ có ở một số thành phố, chẳng hạn như Buenos Aires hoặc Villa Carlos Paz chẳng hạn)
- 911: Các trường hợp khẩn cấp (chỉ ở các thành phố nơi 100, 101 và 107 đã được kết hợp thành một số duy nhất, như ở Khu vực đô thị của Buenos Aires và Buenos Airnes (tỉnh)).